# San Marcos (provincie)
San Marcos is een provincie in de regio Cajamarca in Peru. De provincie heeft een oppervlakte van  1.362 km² en telt 54.486 inwoners (2015). De hoofdplaats van de provincie is het district Pedro Gálvez.

## Bestuurlijke indeling
De provincie San Marcos is verdeeld in zeven districten, UBIGEO tussen haakjes:
- (061002) Chancay
- (061003) Eduardo Villanueva
- (061004) Gregorio Pita
- (061005) Ichocan
- (061006) José Manuel Quiréz
- (061007) José Sabogal
- (061001) Pedro Gálvez, hoofdplaats van de provincie

Cajabamba · Cajamarca · Celendín · Chota · Contumazá · Cutervo · Hualgayoc · Jaén · San Ignacio · San Marcos · San Miguel · San Pablo · Santa Cruz